# 後藤克己
後藤 克己（ごとう かつみ、1973年6月21日 - ）は日本の政治家。立憲民主党所属の群馬県議会議員。県議会会派「リベラル群馬」の代表。立憲民主党群馬県連会長。自治労群馬県本部の組織内議員。

## 来歴
1973年（昭和48年）、群馬県明和町に生まれる。1992年（平成4年）、群馬県立太田高等学校卒業。1997年（平成9年）、早稲田大学商学部卒業。1998年（平成10年）、群馬県庁に入庁。2002年（平成14年）、群馬県職員労働組合専従となる。
2006年8月11日、自治労群馬県本部は翌年の群馬県議選高崎市選挙区に自治労群馬県本部で中央執行委員を務める後藤を擁立することを決定した。同月14日、後藤は群馬県庁舎で記者会見を開き、次期県議選への立候補を正式に表明。会見には次期県議選には出馬せず県議を引退する長崎博幸（高崎市選挙区選出）も同席し、後藤が長崎の後継候補であることを示した。
2007年4月、群馬県議選高崎市選挙区に社会民主党推薦の無所属で立候補し初当選。
2011年4月、高崎市選挙区に民主党公認で出馬し再選。
2015年4月、高崎市選挙区に民主党公認で出馬し3選。
2018年5月7日、民進党と希望の党が合流して旧国民民主党が結成された。民進党群馬県総支部は同月14日の常任幹事会で、民進党群馬県総支部を国民民主党群馬県総支部に移行させることを決定した。同年6月23日、旧・国民民主党群馬県総支部連合会の結成大会が前橋市で開かれた。同党群馬県連の会長には黒沢孝行県議（太田市選挙区選出）が就任し、後藤は同党県連の幹事長に就任した。
2019年4月、後藤は国民民主党に所属したまま国民民主党・社会民主党推薦の無所属で県議選に出馬し4選。県議選では旧立憲民主党群馬県連で最高顧問を務める角田義一元参院議員や県内の立憲民主党所属の衆議院議員らが後藤や八木田恭之（今期で引退する黒沢孝行県議の後継候補）の応援を行った。
同年6月23日、旧国民民主党群馬県連は県連大会を開き、同党県連会長の黒沢の後任として後藤を同党県連の会長に就任させることを決定した。県議を引退した黒沢は新たに県連副会長に就任した。
2020年10月4日、新・立憲民主党群馬県総支部連合会の結成大会が高崎市で開かれた。後藤は同党県連に参加し、県連の幹事長に就任した。県連の会長には旧立憲民主党出身の長谷川嘉一衆議院議員が就任した（長谷川は2021年9月21日に県連会長を辞任）。
2021年10月8日、立憲民主党・日本共産党・社会民主党・新社会党の4党の群馬県組織が、市民団体「野党共闘を発展させる群馬県連絡会」が提案する次期衆院選の共通政策に合意した。共通政策の調印式には4党の県組織の代表者が出席し共通政策の合意書に調印した。後藤は調印式後の記者会見で、共通政策の締結を「丁寧に協議してきた一つの到達点」であるとして好意的に評価した。
同年12月18日、立憲民主党群馬県連は前橋市で臨時大会を開き、空席となっていた同党県連の会長に後藤を任命することを決定した。
2023年4月、高崎市選挙区に立憲民主党公認で出馬し5選。

## 役職
- 連合群馬議員懇談会 幹事長[6]
- NPO法人 はるな緑の夢工房　理事長[6]
- 合同会社 夢現庵　代表社員[6]

## 不祥事

### 寄付金の収支報告書不記載
2023年11月、政治団体「群馬分権自治フォーラム」からの寄付金110万円について政治資金収支報告書への不記載が発覚した。後藤は「事務処理上のミス」であると釈明した。